# Balangoda
Balangoda (en tamil: பலங்கொடா ) es una ciudad de Sri Lanka en el distrito de Ratnapura, provincia de Sabaragamuwa.

## Geografía
Se encuentra a una altitud de 530 m s. n. m. a 132 km de la capital nacional, Colombo, en la zona horaria UTC +5:30.

## Demografía
Según estimación 2011 contaba con una población de 12 735 habitantes.